# Cytisogenista
Cytisogenista là một chi thực vật có hoa trong họ Đậu.